# Charles Walgreen jr.
Charles Rudolph Walgreen jr. (4 maart 1906 – 10 februari 2007) was een Amerikaanse ondernemer van de drogisterijketen Walgreens, de grootste van de Verenigde Staten.
Zijn vader Charles Walgreen sr. richtte in 1901 de zaak op en Walgreen junior nam na diens dood in 1939 de leiding op zich. Nadat zijn zoon Charles Walgreen III in 1969 het president-directeurschap had overgenomen trok hij zich in 1971 uit de leiding terug.
Walgreen jr. breidde de zaak flink uit door allerlei overnames te plegen en nieuwe productielijnen op te zetten. Ook wist hij de winstgevendheid van het bedrijf te verhogen.
Charles Walgreen jr. overleed in 2007 op 100-jarige leeftijd.